# فرد اسملتون
فرد اسملتون (انگلیسی: Fred Esmelton؛ ‏ ۲۲ ژوئن ۱۸۷۲ – ۲۳ اکتبر ۱۹۳۳) بازیگر اهل ایالات متحده آمریکا بود.
از فیلم‌هایی که وی در آن‌ها نقش داشته‌است، می‌توان به کالیفرنیا درست روبه‌رو اشاره نمود.